# Монтанаро
Монтанаро (італ. Montanaro, п'єм. Montanar) — муніципалітет в Італії, у регіоні П'ємонт,  метрополійне місто Турин.
Монтанаро розташоване на відстані близько 530 км на північний захід від Рима, 22 км на північний схід від Турина.
Населення — 5403 особи (2014).
Щорічний фестиваль відбувається 15 серпня. Покровитель — Assunzione di Maria.

## Демографія
Населення за роками:

Станом на 1 січня 2023 року в муніципалітеті офіційно проживали 204 іноземці з 30 країн, серед них 122 громадяни країн Євросоюзу та 4 громадяни України.

## Сусідні муніципалітети
- Калузо
- Ківассо
- Фольїццо
- Сан-Беніньо-Канавезе